# Ojén
Ojén est une commune de la communauté autonome d'Andalousie, dans la province de Malaga, en Espagne.

## Géographie
Ojén fait partie de la comarque de Sierra de las Nieves. Elle est située à 10 km de Marbella et à 65 km de la capitale de la province Málaga, enregistre une pluviométrie de 800 l/m², et une température de 17 °C en moyenne.

## Administration
| Période                                  | Période | Identité | Étiquette | Qualité |
| ---------------------------------------- | ------- | -------- | --------- | ------- |
| N/A                                      | N/A     | N/A      | N/A       | Maire   |
| Les données manquantes sont à compléter. |         |          |           |         |

### Héraldique
Les armes de la ville de Ojén se divisent en quatre parties, que représente chacune de haut en bas et de gauche à droite :
- La tour avec son lion représentant les ruines du château de Fernando Solís.
- La chèvre et les monts de la région (Capra Hispánica).
- L'arbre de la vie, qui représente l'abondance.
- La demi lune représentant le passage arabe dans la région.

## Culture et patrimoine

### Fêtes populaires
- Février : Carnaval
- Avril : marché médiéval.
- Mai : Romería Llanos de Puzla
- Octobre : Féria et Fête de la ville d'Ojén

### Particularités
- Le chanteur espagnol Julio Iglesias possède une résidence en périphérie de la ville appelée "Les quatre lunes"[réf. nécessaire].
- Accompagné de son épouse, Charles de Gaulle y passa onze jours, en juin 1970. Durant ce séjour il poursuivit la rédaction des Mémoires d'espoir[1].